# Campionati mondiali di sollevamento pesi 2019 - 67 kg maschile
Le gare di sollevamento pesi della categoria fino a 67 kg maschile — pesi piuma — dei campionati mondiali del 2019 si sono svolte dal 19 al 20 settembre 2019 a Pattaya presso l'Eastern National Sports Training Center.

## Programma
L'orario indicato corrisponde a quello thailandese (UTC+07:00)
| Data              | Orario | Evento   |
| ----------------- | ------ | -------- |
| 19 settembre 2019 | 10:00  | Gruppo C |
| 20 settembre 2019 | 12:00  | Gruppo B |
| 20 settembre 2019 | 17:55  | Gruppo A |

## Medagliati
Per ciascun esercizio, i primi tre classificati sono i seguenti:
| Esercizio | Oro         | Oro    | Argento           | Argento | Bronzo             | Bronzo |
| --------- | ----------- | ------ | ----------------- | ------- | ------------------ | ------ |
| Strappo   | Feng Lüdong | 153 kg | Daniyar İsmayilov | 150 kg  | Chen Lijun         | 150 kg |
| Slancio   | Pak Jong-ju | 188 kg | Chen Lijun        | 187 kg  | Adkhamjon Ergashev | 182 kg |
| Totale    | Chen Lijun  | 337 kg | Feng Lüdong       | 333 kg  | Pak Jong-ju        | 330 kg |

## Record
Prima di questa competizione, i record mondiali esistenti erano i seguenti:
| Record mondiale | Strappo | Huang Minhao | 155 kg | Tokyo, Giappone | 6 luglio 2019  |
| Record mondiale | Slancio | Chen Lijun   | 185 kg | Ningbo, Cina    | 21 aprile 2019 |
| Record mondiale | Totale  | Chen Lijun   | 339 kg | Ningbo, Cina    | 21 aprile 2019 |

## Risultati
| Pos. | Atleta                             | Gr. | Peso atleta | Strappo (kg) | Strappo (kg) | Strappo (kg) | Strappo (kg) | Slancio (kg) | Slancio (kg) | Slancio (kg) | Slancio (kg) | Totale |
| Pos. | Atleta                             | Gr. | Peso atleta | 1            | 2            | 3            | Pos.         | 1            | 2            | 3            | Pos.         | Totale |
| ---- | ---------------------------------- | --- | ----------- | ------------ | ------------ | ------------ | ------------ | ------------ | ------------ | ------------ | ------------ | ------ |
|      | Chen Lijun (CHN)                   | A   | 66.95       | 145          | 150          | 153          |              | 178          | 184          | 187          |              | 337    |
|      | Feng Lüdong (CHN)                  | B   | 66.80       | 148          | 153          | 156          |              | 175          | 180          | 183          | 4            | 333    |
|      | Pak Jong-ju (PRK)                  | A   | 66.95       | 142          | 146          | 146          | 9            | 178          | 184          | 188          |              | 330    |
| 4    | Adkhamjon Ergashev (UZB)           | A   | 66.80       | 143          | 146          | 151          | 4            | 173          | 179          | 182          |              | 328    |
| 5    | Luis Javier Mosquera (COL)         | A   | 66.55       | 145          | 151          | 151          | 5            | 175          | 175          | 181          | 6            | 320    |
| 6    | Mitsunori Konnai (JPN)             | A   | 67.00       | 138          | 143          | 146          | 6            | 168          | 173          | 174          | 8            | 317    |
| 7    | Daniyar İsmayilov (TUR)            | A   | 66.80       | 150          | 154          | 154          |              | 166          | 172          | 172          | 17           | 316    |
| 8    | Henadz' Lapceŭ (BLR)               | A   | 66.65       | 137          | 142          | 144          | 10           | 165          | 165          | 171          | 11           | 313    |
| 9    | Bernardin Matam (FRA)              | A   | 67.00       | 135          | 138          | 138          | 15           | 170          | 173          | 175          | 7            | 313    |
| 10   | Óscar Figueroa (COL)               | A   | 66.55       | 137          | 140          | 140          | 17           | 176          | 181          | 181          | 5            | 313    |
| 11   | Jonathan Muñoz (MEX)               | B   | 67.00       | 133          | 138          | 142          | 7            | 165          | 170          | 170          | 13           | 312    |
| 12   | Deni (INA)                         | B   | 66.95       | 135          | 138          | 141          | 11           | 165          | 171          | 174          | 9            | 312    |
| 13   | Mirko Zanni (ITA)                  | A   | 66.90       | 140          | 145          | 145          | 12           | 165          | 170          | 173          | 14           | 310    |
| 14   | Muhammed Furkan Özbek (TUR)        | A   | 66.85       | 138          | 141          | 141          | 14           | 171          | 174          | 174          | 10           | 309    |
| 15   | Goga Chkheidze (GEO)               | B   | 67.00       | 133          | 133          | 137          | 16           | 162          | 166          | 170          | 12           | 307    |
| 16   | Han Myeong-mok (KOR)               | B   | 66.90       | 142          | 142          | 142          | 8            | 162          | 168          | 168          | 23           | 304    |
| 17   | Simon Brandhuber (GER)             | B   | 67.00       | 138          | 142          | 142          | 13           | 158          | 163          | 163          | 22           | 301    |
| 18   | Acorán Hernández (ESP)             | C   | 66.75       | 130          | 134          | 137          | 19           | 155          | 160          | 163          | 21           | 297    |
| 19   | Edgar Pineda (GUA)                 | C   | 66.75       | 127          | 132          | 132          | 24           | 160          | 165          | 170          | 18           | 297    |
| 20   | Nawaf Al-Mazyadi (KSA)             | B   | 66.90       | 125          | 130          | 132          | 25           | 160          | 165          | 167          | 15           | 297    |
| 21   | Jeremy Lalrinnunga (IND)           | B   | 66.50       | 132          | 136          | 139          | 18           | 160          | 165          | 167          | 25           | 296    |
| 22   | Tojonirina Andriantsitohaina (MAD) | C   | 66.55       | 125          | 131          | 132          | 23           | 155          | 163          | 168          | 20           | 295    |
| 23   | Alex Lee (USA)                     | B   | 66.80       | 125          | 128          | 130          | 26           | 158          | 163          | 165          | 19           | 295    |
| 24   | Bunýad Raşidow (TKM)               | C   | 66.95       | 133          | 134          | 138          | 20           | 151          | 156          | 161          | 28           | 290    |
| 25   | Luis Bardalez (PER)                | B   | 67.00       | 123          | 127          | 127          | 31           | 160          | 163          | 166          | 16           | 289    |
| 26   | Petr Petrov (CZE)                  | C   | 66.80       | 128          | 132          | 132          | 27           | 158          | 158          | 158          | 26           | 286    |
| 27   | Jordan Wissinger (USA)             | B   | 66.90       | 126          | 126          | 126          | 28           | 157          | 161          | 161          | 27           | 283    |
| 28   | Vaipava Ioane (SAM)                | C   | 66.95       | 121          | 125          | 125          | 32           | 161          | 165          | —            | 24           | 282    |
| 29   | Nestor Colonia (PHI)               | C   | 64.80       | 120          | 125          | 130          | 29           | 140          | 150          | 155          | 29           | 280    |
| 30   | Hu Jyun-siang (TPE)                | C   | 66.95       | 112          | 116          | 120          | 35           | 150          | 150          | 155          | 30           | 271    |
| 31   | Huang Pin-hsun (TPE)               | C   | 66.40       | 117          | 117          | 123          | 34           | 150          | 155          | 155          | 32           | 267    |
| 32   | Matt Lee (CAN)                     | C   | 67.00       | 115          | 119          | 120          | 36           | 145          | 145          | 150          | 33           | 260    |
| 33   | Yusoff Nandong (MAS)               | C   | 64.30       | 110          | 115          | 119          | 33           | 140          | 145          | 145          | 35           | 259    |
| 34   | Haroon Siraj (GBR)                 | C   | 66.85       | 110          | 115          | 115          | 38           | 137          | 143          | 143          | 36           | 247    |
| 35   | Hiroaki Takao (JPN)                | C   | 66.55       | 103          | 108          | 111          | 37           | 126          | 130          | 135          | 37           | 246    |
| —    | Jorge Cárdenas (MEX)               | B   | 67.00       | 133          | 137          | 137          | 21           | 163          | 163          | 163          | —            | —      |
| —    | Stilyan Grozdev (BUL)              | B   | 66.85       | 133          | 135          | 135          | 22           | 165          | 165          | 166          | —            | —      |
| —    | Ruben Katoatau (KIR)               | C   | 66.80       | 120          | 124          | 127          | 30           | 161          | 161          | 161          | —            | —      |
| —    | Ahssan Shabi (LBA)                 | C   | 66.95       | 126          | 126          | 126          | —            | 145          | 153          | 157          | 31           | —      |
| —    | Enkhjargalyn Mönkhdöl (MGL)        | C   | 66.70       | 120          | 120          | 124          | —            | 141          | 146          | 146          | 34           | —      |